# Iqaluit
Iqaluit (/iˈkæluːɪt/) en silabario inuktitut: ᐃᖃᓗᐃᑦ; denominación actual en idioma inuktitut para la antigua Frobisher Bay) es la capital del territorio autónomo de Nunavut, en Canadá, así como la mayor localidad del mismo. Situada en la isla de Baffin, en la bahía Frobisher (al sureste de la isla), que le daba nombre antaño, posee una población de 6699 habs. (2011), el 58 % de los cuales es de origen inuit. Tiene la población más baja que cualquier otra capital canadiense.

## Historia
Fue una antigua base aérea importante durante la Segunda Guerra Mundial, que experimentó un incremento relevante de su población tras la instalación de un radar perteneciente al sistema DEW (NORAD). El cambio de denominación de Frobisher Bay a Iqaluit fue adoptado el 1 de enero de 1987, siendo el significado literal de la nueva denominación inuktitut "Lugar de muchos peces". Fue elegida capital de Nunavut por referéndum cuando este se creó en 1999 frente a la otra candidata, Rankin Inlet. Iqaluit posee un pequeño pueblo llamado Apex, en sus inmediaciones.

## Arquitectura típica y edificios de interés
Gran parte de la arquitectura de Iqaluit es funcional, reflejado este aspecto por sus diseños destinados a reducir al mínimo los costes de material, al tiempo que se conserva el calor y se soporta el clima gélido de la zona. Los principios de la arquitectura van desde la década de 1950 con los cuarteles militares de la instalación de la línea original, pasando por la década de 1970 con el bloque de fibra de vidrio blanco hiper-modernista de la Escuela Nakasuk y de las oficinas municipales y de la arena, a las líneas del complejo de hormigón armado de gran altura en el cerro por encima de ella. Los edificios más nuevos son más coloridos y diversos, y más acordes a las normas de la arquitectura del sur, pero sin complicaciones en gran medida.
La principal excepción es el edificio de la Asamblea Legislativa de Nunavut, que destaca por su colorido interior, adornado con algunas de las mejores piezas del arte inuit.
Otro edificio distintivo es la catedral anglicana de St. Jude's Cathedral, sede de la Diócesis Anglicana del Ártico. Es un edificio blanco con forma de iglú. Originalmente construido por los feligreses, bajo la dirección de Markoosie Pedro, el altar tenía la forma de un tradicional trineo inuit, y la cruz compuesta de dos colmillos de narval cruzados. Un incendio afectó gravemente a la estructura de la Catedral y al interior el 5 de noviembre de 2005, y fue demolida el 1 de junio de 2006. La catedral fue reconstruida en 2012 a través de la recaudación de fondos a nivel local e internacional. Además, Iqaluit cuenta con una pequeña iglesia católica (Our Lady of the Assumption Church), un hospital (Qikiqtani General Hospital) y con un museo (Nunatta Sunakkutaangit Museum). El parque Silvia Grinell Territorial Park que cubre 148 hectáreas se halla a dos kilómetros de la ciudad.

## Galería

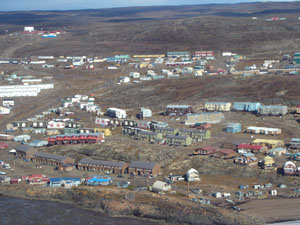
Vista aérea de Iqaluit
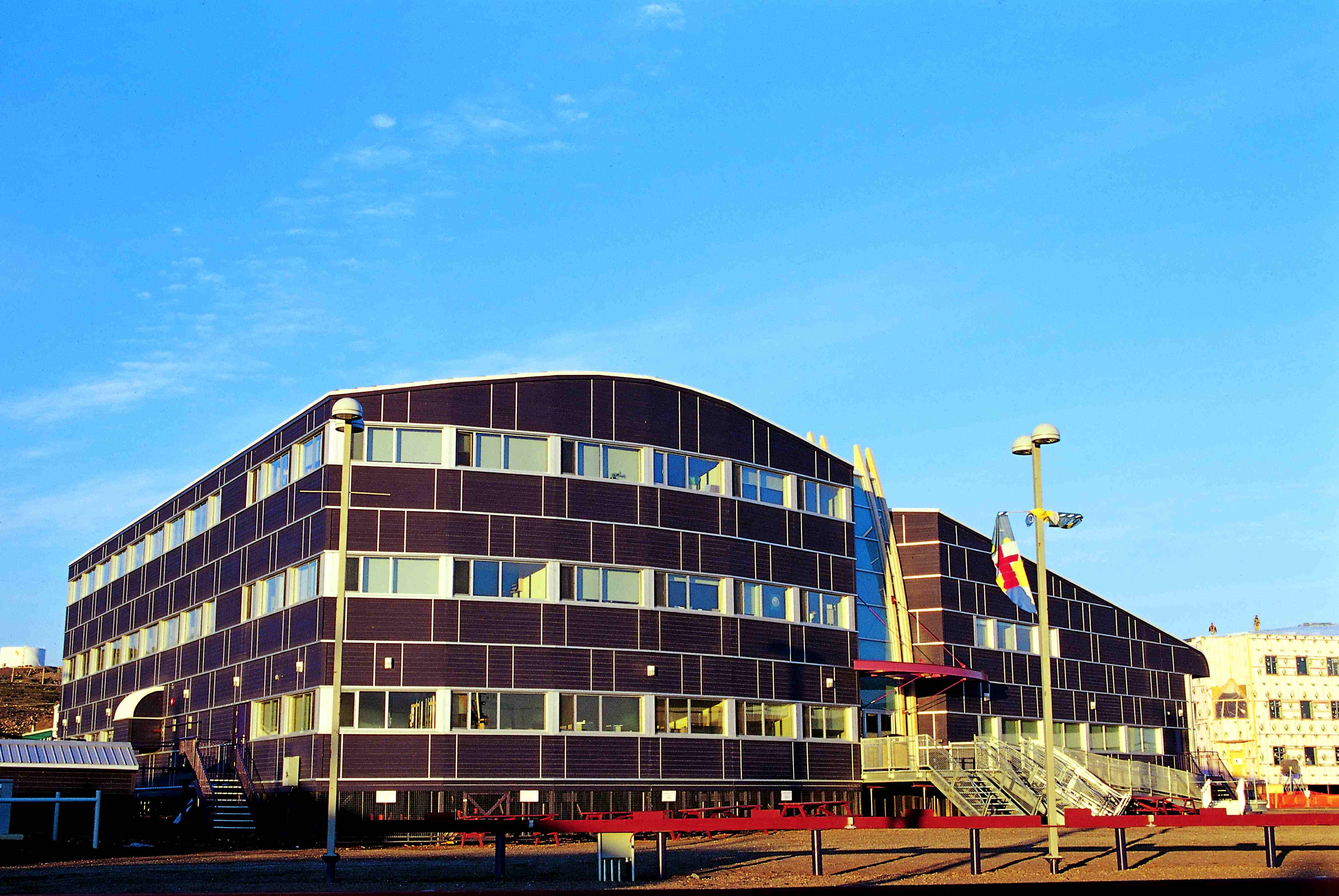
Asamblea legislativa de Nunavut
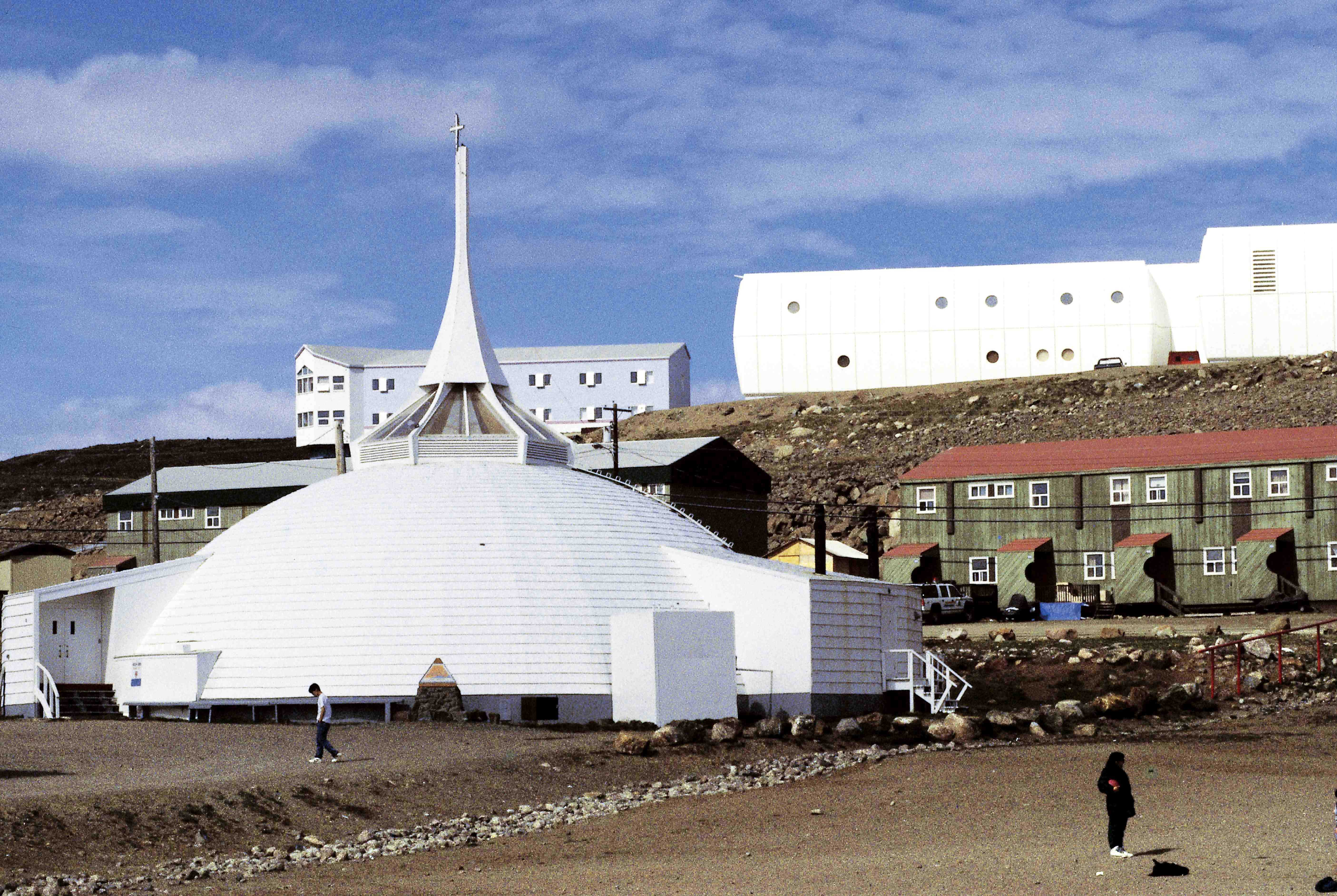
Antigua Catedral de Saint Jude (demolida en 2006)
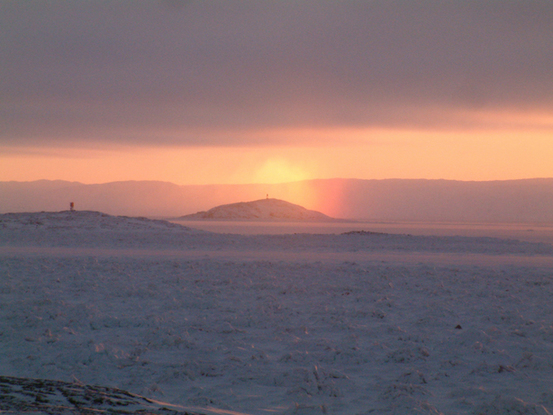
Frobisher Bay
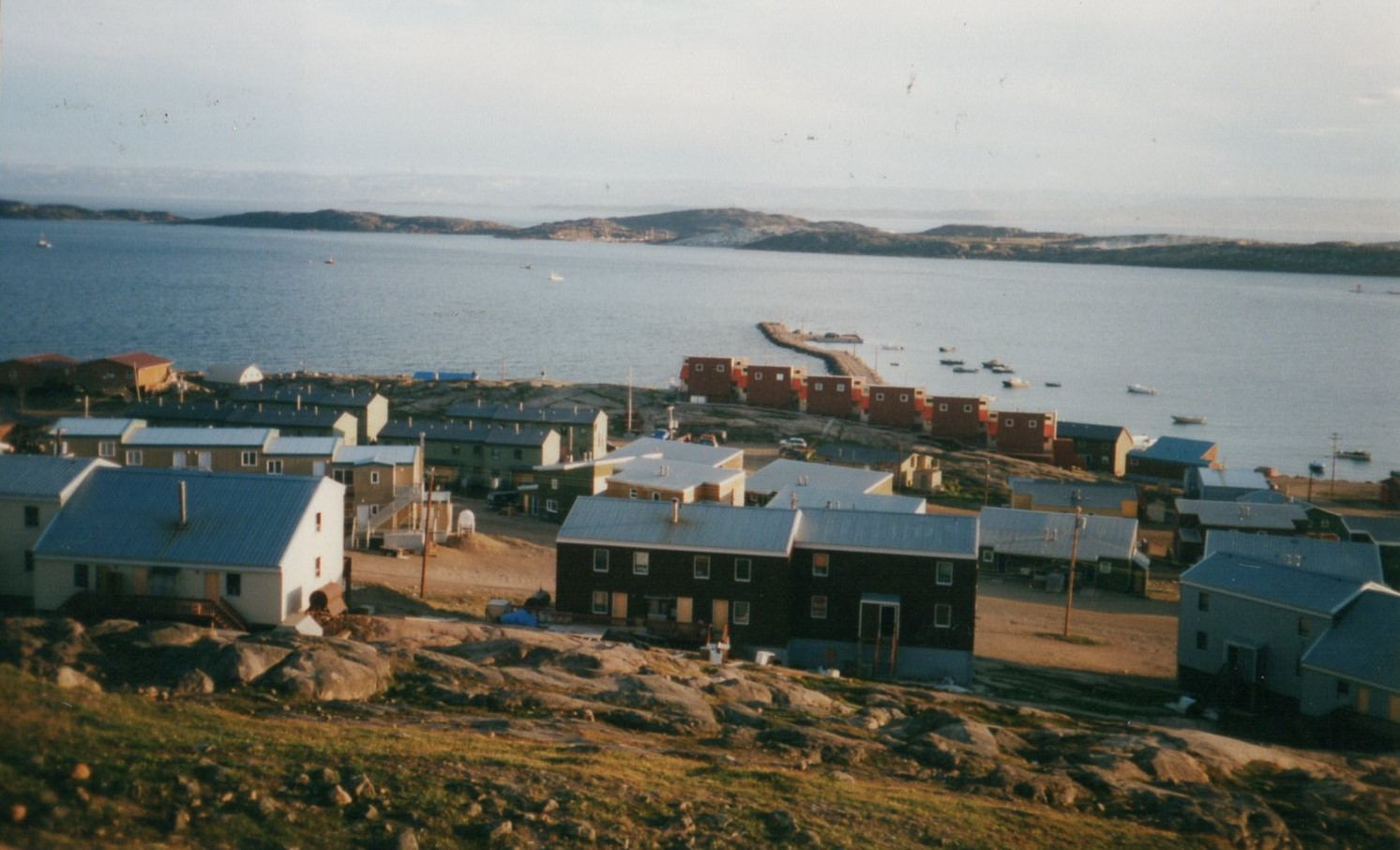
Vista general del puerto
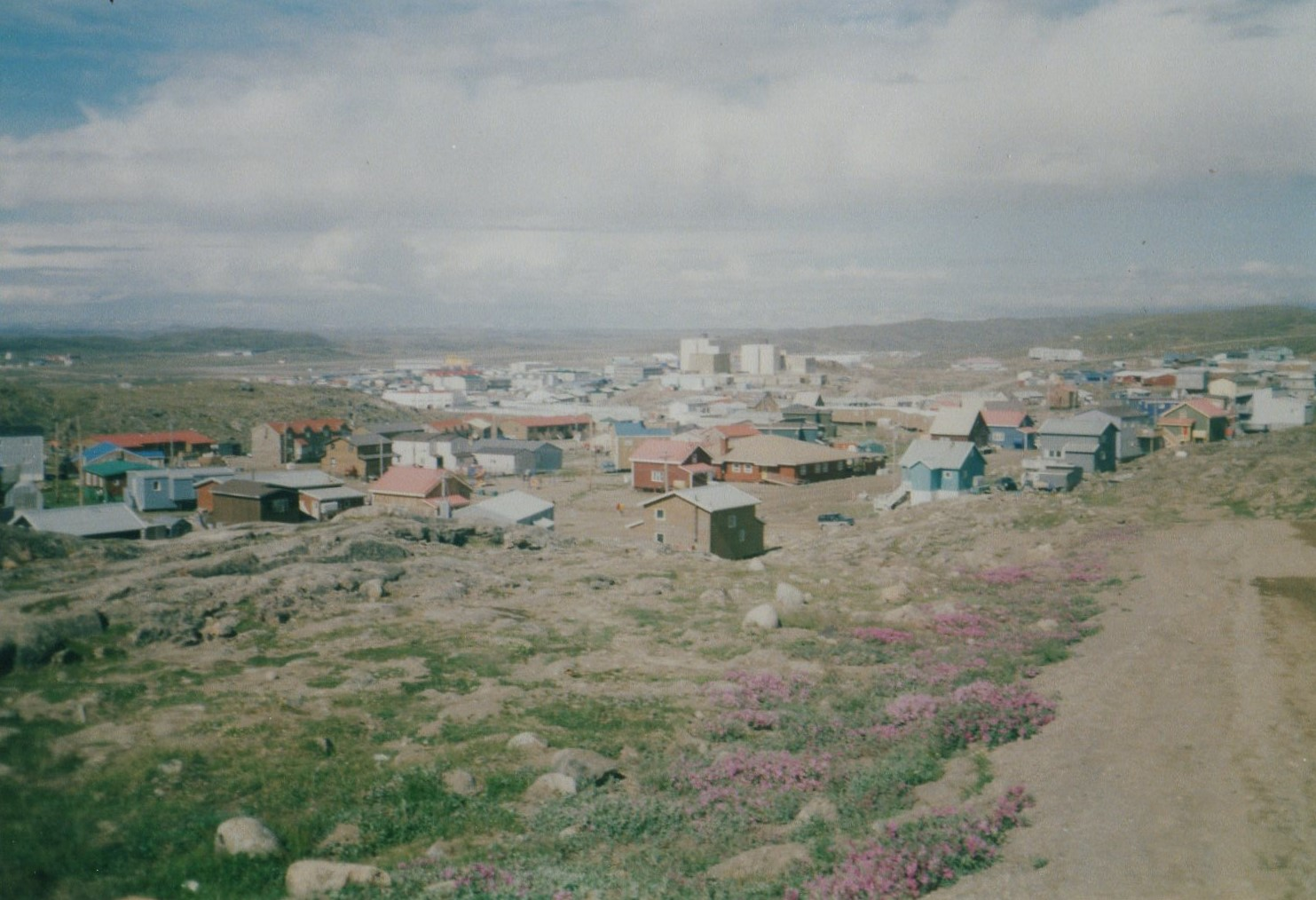
Vista general de Iqaluit
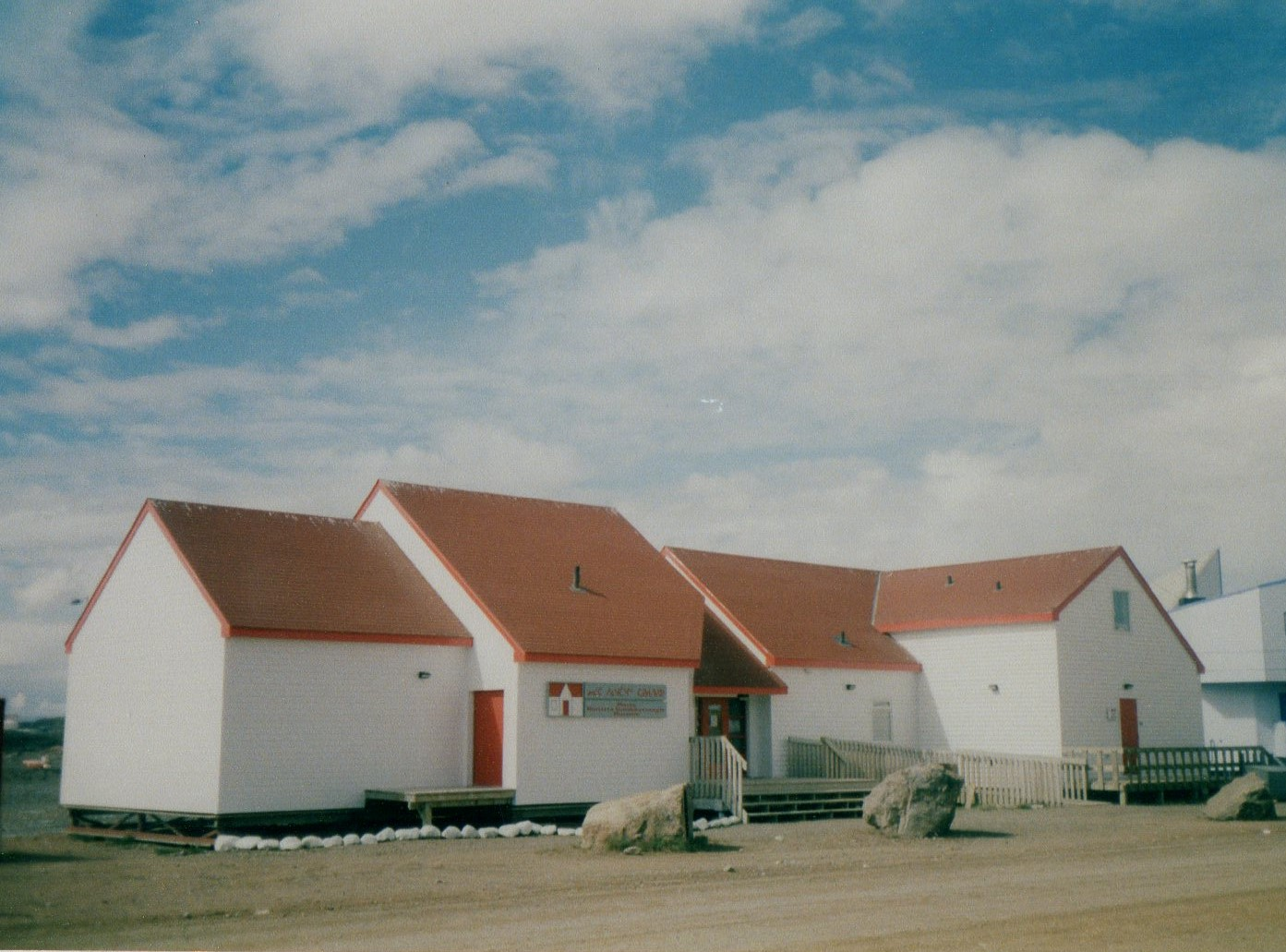
Museo
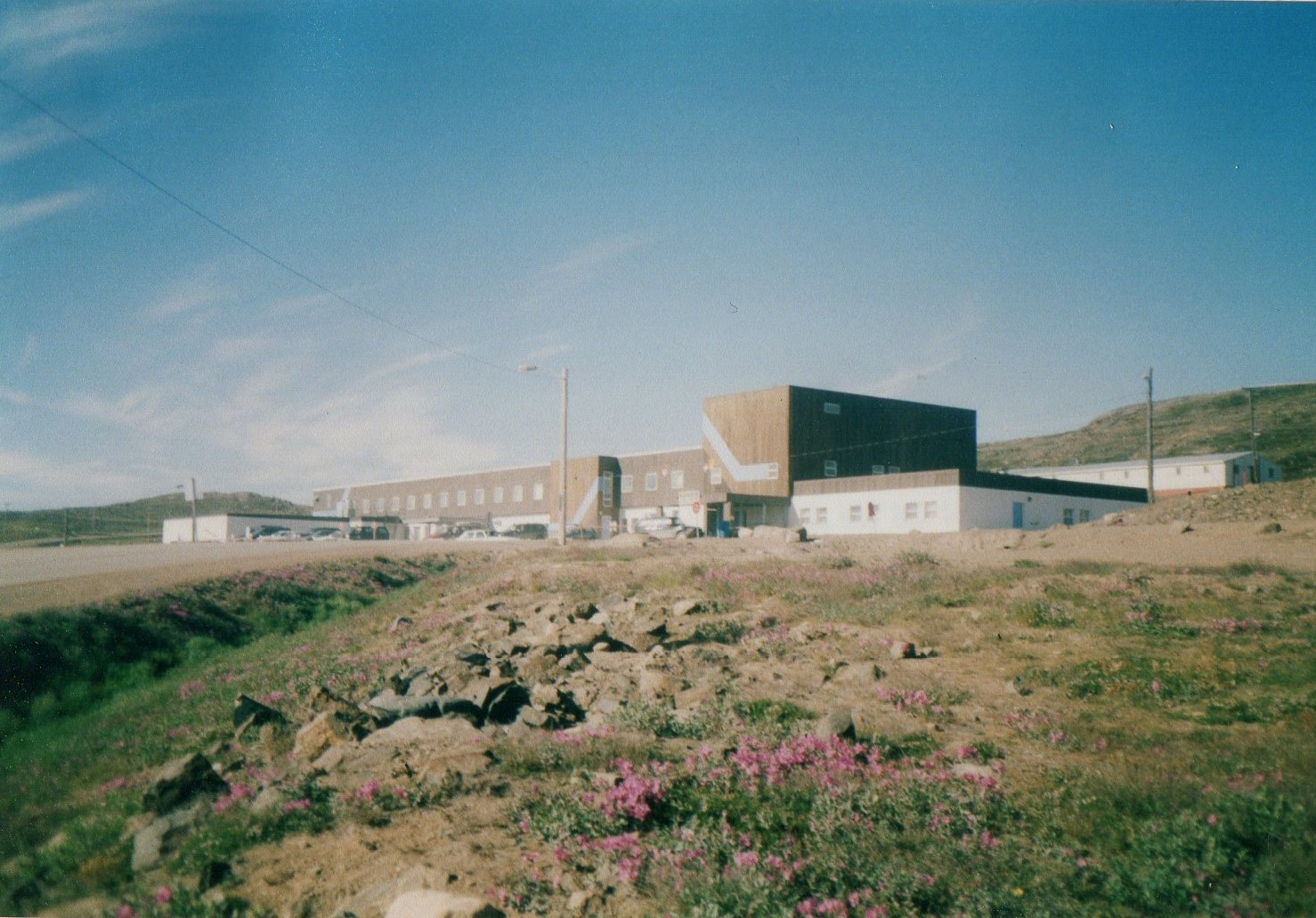
Hospital
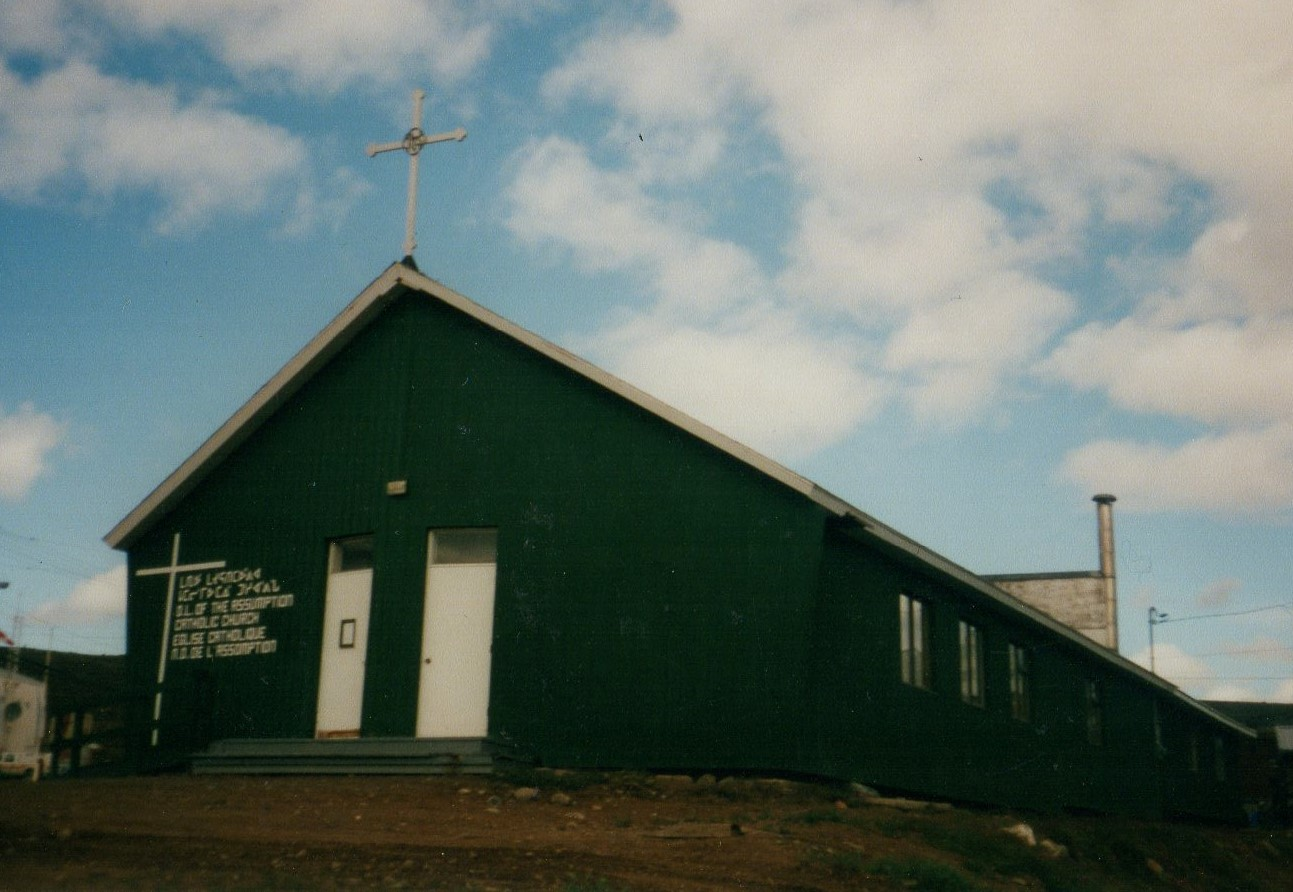
Iglesia católica

## Clima
Iqaluit tiene un clima ártico, a pesar de que está fuera del círculo polar ártico, con inviernos extremadamente fríos y veranos tan cortos y gélidos que resultan demasiado fríos para permitir el crecimiento de los árboles. Por tales motivos, su aeropuerto fue elegido como destino para probar la resistencia de un prototipo del Airbus A350.
Durante años recientes, las temperaturas medias de esta localidad han registrado un aumento, siendo enero de 2021 el más cálido registrado, con temperaturas cercanas al punto de congelación. El jueves 19 de enero, los termometros registraron una temperatura de 0,5 °C celsius una marca que no se registraba en ese mes desde 1946.
| Parámetros climáticos promedio de Iqaluit                     | Parámetros climáticos promedio de Iqaluit | Parámetros climáticos promedio de Iqaluit | Parámetros climáticos promedio de Iqaluit | Parámetros climáticos promedio de Iqaluit | Parámetros climáticos promedio de Iqaluit | Parámetros climáticos promedio de Iqaluit | Parámetros climáticos promedio de Iqaluit | Parámetros climáticos promedio de Iqaluit | Parámetros climáticos promedio de Iqaluit | Parámetros climáticos promedio de Iqaluit | Parámetros climáticos promedio de Iqaluit | Parámetros climáticos promedio de Iqaluit | Parámetros climáticos promedio de Iqaluit |
| Mes                                                           | Ene.                                      | Feb.                                      | Mar.                                      | Abr.                                      | May.                                      | Jun.                                      | Jul.                                      | Ago.                                      | Sep.                                      | Oct.                                      | Nov.                                      | Dic.                                      | Anual                                     |
| ------------------------------------------------------------- | ----------------------------------------- | ----------------------------------------- | ----------------------------------------- | ----------------------------------------- | ----------------------------------------- | ----------------------------------------- | ----------------------------------------- | ----------------------------------------- | ----------------------------------------- | ----------------------------------------- | ----------------------------------------- | ----------------------------------------- | ----------------------------------------- |
| Temp. máx. abs. (°C)                                          | 3.9                                       | 5.7                                       | 4.2                                       | 7.2                                       | 13.3                                      | 22.7                                      | 26.7                                      | 25.5                                      | 18.3                                      | 9.1                                       | 5.6                                       | 3.7                                       | 26.7                                      |
| Temp. máx. media (°C)                                         | -22.8                                     | -23.3                                     | -18.3                                     | -9.4                                      | -1.2                                      | 6.8                                       | 12.3                                      | 10.5                                      | 5.2                                       | -1.0                                      | -8.3                                      | -17.0                                     | -5.5                                      |
| Temp. media (°C)                                              | -26.9                                     | -27.5                                     | -23.2                                     | -14.2                                     | -4.4                                      | 4.1                                       | 8.2                                       | 7.1                                       | 2.6                                       | -3.7                                      | -12.0                                     | -21.3                                     | -9.3                                      |
| Temp. mín. media (°C)                                         | -30.9                                     | -31.7                                     | -28.1                                     | -18.9                                     | -7.6                                      | 0.5                                       | 4.1                                       | 3.6                                       | -0.1                                      | -6.4                                      | -15.8                                     | -25.5                                     | -13.1                                     |
| Temp. mín. abs. (°C)                                          | -45.0                                     | -45.6                                     | -44.7                                     | -34.2                                     | -26.1                                     | -10.2                                     | -2.8                                      | -2.5                                      | -12.8                                     | -27.1                                     | -36.2                                     | -43.4                                     | -45.6                                     |
| Precipitación total (mm)                                      | 19.7                                      | 18.7                                      | 18.7                                      | 27.5                                      | 29.2                                      | 33.0                                      | 51.9                                      | 69.5                                      | 55.2                                      | 33.3                                      | 27.2                                      | 19.9                                      | 403.7                                     |
| Lluvias (mm)                                                  | 0.0                                       | 0.0                                       | 0.0                                       | 0.2                                       | 3.1                                       | 23.8                                      | 51.9                                      | 68.6                                      | 42.2                                      | 6.8                                       | 0.6                                       | 0.0                                       | 197.2                                     |
| Nevadas (cm)                                                  | 21.7                                      | 21.0                                      | 21.6                                      | 31.5                                      | 27.6                                      | 9.3                                       | 0.0                                       | 0.9                                       | 13.2                                      | 29.4                                      | 29.7                                      | 23.4                                      | 229.3                                     |
| Días de precipitaciones (≥ 0.2 mm)                            | 11.4                                      | 11.1                                      | 11.8                                      | 13.1                                      | 12.0                                      | 10.9                                      | 12.5                                      | 15.3                                      | 15.0                                      | 14.0                                      | 13.2                                      | 12.2                                      | 152.2                                     |
| Días de lluvias (≥ 0.2 mm)                                    | 0.0                                       | 0.1                                       | 0.0                                       | 0.3                                       | 1.4                                       | 7.4                                       | 12.7                                      | 16.7                                      | 10.6                                      | 2.2                                       | 0.3                                       | 0.0                                       | 51.6                                      |
| Días de nevadas (≥ 0.2 cm)                                    | 12.2                                      | 11.6                                      | 12.7                                      | 13.4                                      | 12.0                                      | 3.9                                       | 0.1                                       | 0.5                                       | 7.2                                       | 13.7                                      | 13.8                                      | 12.3                                      | 113.5                                     |
| Horas de sol                                                  | 32.4                                      | 94.0                                      | 172.2                                     | 216.5                                     | 180.5                                     | 200.2                                     | 236.8                                     | 156.8                                     | 87.9                                      | 51.4                                      | 35.6                                      | 12.6                                      | 1476.8                                    |
| Humedad relativa (%)                                          | 65.3                                      | 64.6                                      | 65.4                                      | 72.8                                      | 76.4                                      | 72.6                                      | 69.4                                      | 72.6                                      | 75.6                                      | 78.1                                      | 76.6                                      | 71.5                                      | 71.7                                      |
| Fuente: Environment Canada Canadian Climate Normals 1981–2010 |                                           |                                           |                                           |                                           |                                           |                                           |                                           |                                           |                                           |                                           |                                           |                                           |                                           |